# 南方拟䱗
南方拟䱗（学名：Pseudohemiculter dispar）为輻鰭魚綱鯉形目鯝科拟䱗属的鱼类，俗名蓝刀、白条鱼，被IUCN列為易危保育類動物，分布于亞洲中國云南、广西、福建、海南、江西、香港、越南北部及中部、寮國Nam Ma流域，本魚體細長且側扁，自腹鰭至肛門有腹棱，吻尖，口端位，魚鱗中等大，側線完全，背鰭末端不分枝鰭條變硬，背鰭起點位於腹鰭起點之後，胸鰭尖，尾鰭深分叉，體側及背部淺灰色，腹面銀白色，尾鰭邊緣灰黑色，體長可達29.1公分，體重可達153.7公克，一般栖息于水体中上层，屬雜食性，活習性不明。该物种的模式产地在香港。